# Phaniola liturata
Phaniola liturata är en tvåvingeart som beskrevs av Louis-Paul Mesnil 1978. Phaniola liturata ingår i släktet Phaniola och familjen parasitflugor.
Artens utbredningsområde är Madagaskar. Inga underarter finns listade i Catalogue of Life.